# Star Wars: Battlefront (videojuego de 2004)
Star Wars: Battlefront es un videojuego donde se narran de forma peculiar las películas de Star Wars (desde el Episodio I hasta el VI saltándose el III ya que no se había estrenado la película a su lanzamiento). En el juego es posible luchar siendo Droides, Clones, Rebeldes o Imperiales. El juego tiene una versión multijugador.
Ampliamente influenciado por el clásico Battlefield 1942, Battlefront nos transporta a los diversos campos de batalla de la saga de George Lucas. A nuestra disposición tenemos cuatro de las facciones más influyentes en el devenir de la galaxia en las diversas películas de la serie, nos referimos, claro esta; a las fuerzas de la república –los clones-, los droides de la Federación de Comercio/Confederación de Sistemas Independientes, los rebeldes y las tropas imperiales.

## Modalidad
Realizado por Pandemic Studios, los creadores de Clone Wars y de Full Spectrum Warrior, nos encontramos ante un título que basa todo su potencial en el juego en línea. Debemos elegir una de las cuatro facciones, escoger el mapa y seleccionar uno de los puntos estratégicos –donde aparecemos- para comenzar a combatir. Cada bando posee tropas diferentes aunque se podrían catalogar en las siguientes “profesiones”: piloto, soldado, explorador, artillero o tropas especiales. Cada una de estas unidades posee armamento exclusivo y alguna que otra habilidad que los diferencia del resto de compañeros.
Según el mapa seleccionado, se vivirán distintas escaramuzas, como la del planeta Hoth o se podrán disputar combates más personales en las instalaciones de Bespin.

## Mapas
Bespin: Plataforms
Bespin: Cloud city
Endor: Búnker
Geonosis: Spire
Hoth: Echo base
Kamino: Tipoca city
Kashyyyk: Islands
Kashyyyk: Docks
Naboo: Plains
Naboo: Theed
Rhen var: Harbor
Rhen var: Citadel
Tatooine: Dune sea
Tatooine: Mos eisley
Yavin 4: Temple
Yavin 4: Arena
Entre estos mapas Hoth y Endor solo se puede jugar en una era: "Galactic civil war" igual que en Geonosis y Kamino pero estas en "Clone wars".
A nuestra disposición tenemos un gran repertorio de vehículos que podremos montar acompañados de nuestros amigos; cada uno realizando su función dependiendo de la zona en la que le haya tocado acomodarse: podemos ser los pilotos, artilleros o simplemente pasajeros.
En esta nueva producción de Lucas nos meteremos de lleno en todas las batallas que disputemos. Habrá montones de enemigos y aliados combatiendo sin parar, los rayos láser surcarán los cielos, las explosiones se sucederán y lo mejor de todo, nosotros estaremos metidos allí siendo un soldado más, nada de súper héroes.

## Modos de juego
Se puede jugar en los tiempos antes del Episodio IV y después de este, donde se encuentran las batallas épicas de Endor o la de Hoth, además de otras.
Hay cuatro tipos de Juego para Un Jugador.
1-Clone Wars
Campaña de las Guerras Clónicas
2-Galactic Civil War
Campaña de la Guerra Civil
3-Galactic Conquest
Modo de Juego donde se elige una Campaña Corta y Conquistas otros Planetas. Elige un Planeta si es Vencedor 2 veces en el Mismo es suyo, si pierde el enemigo atacarán un Planeta tuyo y tendrás que Defenderlo.
Cada Planeta tiene una habilidad especial como: Soporte de un Jedi, Regeneración, Entrenamiento (Dificultad Difícil), Sabotaje. 
Estados
-ENEMY`s: el Planeta es del Enemigo.
-Request: el Planeta es Neutral.
-Yours: el Planeta es tuyo.
4-Instant Action
Modo libre de jugar
-República vs CIS-
-Rebeldes vs Imperio-

## Segunda edición
Durante su conferencia en el E3 2013, EA anunció que la compañía DICE, encargada la aclamada saga "Battlefield", se ocupará de crear "Star Wars: Battlefront".